# Годичево
Годичево (словен. Godičevo) — поселення в общині Блоке, Регіон Нотрансько-крашка, Словенія. Висота над рівнем моря: 780,3 м.